# E (маршрут метро, Нью-Йорк)
E Eighth Avenue Local — маршрут Нью-Йоркского метрополитена, проходящий в Куинсе и Манхэттене. Является одним из самых загруженных во всей системе. Маршрут проходит по линиям Куинс-бульвара, Ай-эн-ди, Арчер-авеню, Ай-эн-ди, и Восьмой авеню, Ай-эн-ди. На картах, станциях, вагонах и т. д. он обозначается синим цветом, поскольку проходит по линии Восьмой авеню.
Маршрут E работает круглосуточно. Обычно он следует от Jamaica Center—Parsons/Archer в Куинсе до World Trade Center в Манхэттене, через Queens Boulevard и 8-я авеню, экспрессом в Куинсе и локальным в Манхэттене. Ночью поезда маршрута E ходят со всеми остановками, заменяя поезда маршрута R в Куинсе.
В будни, в часы пик в пиковом направлении, некоторые поезда маршрута следуют до Jamaica—179th Street вместо Jamaica Center—Parsons/Archer. Эти поезда были введены в 2001, когда уже отменённый V был пущен по Queens Boulevard Line, чтобы доставлять пассажиров к 53-й улице в Манхэттене.
Поезда маршрута E проходят под землёй почти на всём протяжении своего пути.

## История

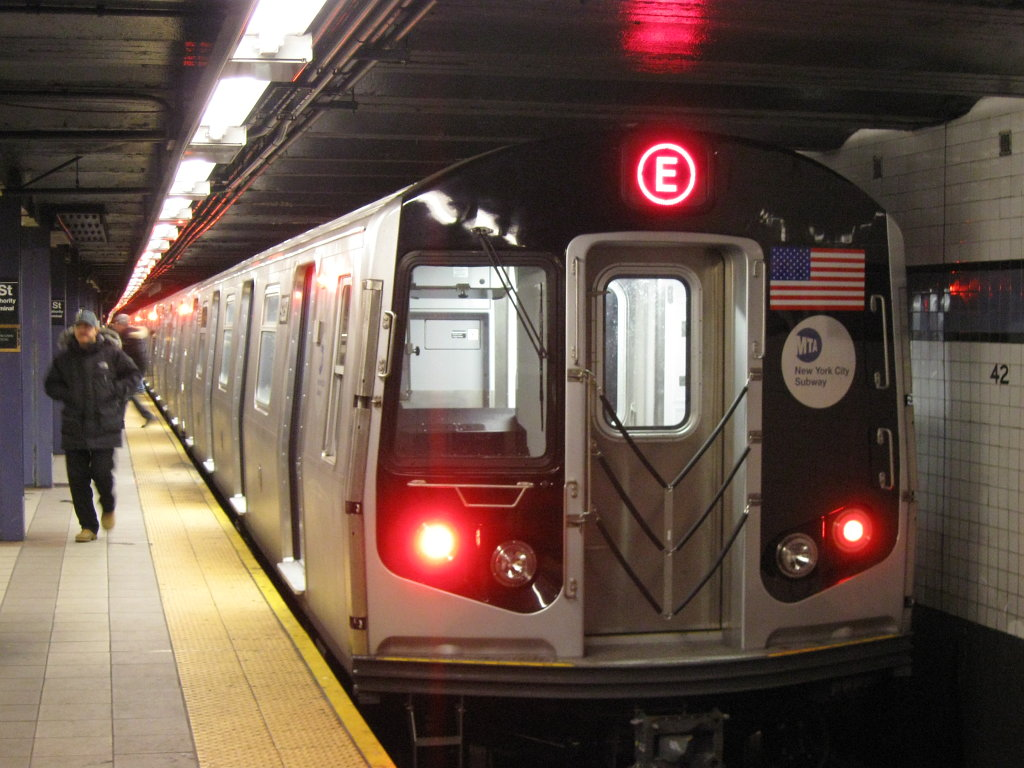
R160A E на 42nd Street—Port Authority Bus Terminal

- Маршрут был открыт 19 августа 1933 между станциями Jackson Heights—Roosevelt Avenue и Hudson Terminal (сегодня World Trade Center).
- В 1936 была построена IND Sixth Avenue Line до Lower East Side—2nd Avenue и Jay Street—Borough Hall. Поезда маршрута E ходили по этой линии до Church Avenue, заменяя A.
- 31 декабря 1936 и 24 апреля 1937 Queens Boulevard Line была продлена до Kew Gardens—Union Turnpike и 169th Street, соответственно.
- 15 декабря 1940 маршрут начал действовать по всей Sixth Avenue Line. Конечная E стала Broadway—Lafayette Street. Южнее это станции, ходили поезда маршрута F.
- 10 декабря 1950 открылась Jamaica—179th Street и конечной E стала эта станция, поезда ходили с малым числом остановок между Queens Plaza и Forest Hills—71st Avenue.
- В 1954 E был экспрессом в часы пик в Манхэттене.
- В 1956 путь маршрута был продлён до Euclid Avenue, в часы пик поезда ходили со всеми остановками.
- В 1963 E начал использоваться как экспресс до Rockaways в Куинсе, часть поездов ходила только до Euclid Avenue, а ещё позже маршрут был продлён до Lefferts Boulevard в часы пик.
- 2 января 1973 E снова пришёл в Бруклин, с конечной на Rockaway Park—Beach 116th Street.
- 27 августа 1976 конечной E стала World Trade Center, тем самым убрав маршрут из Бруклина.
- 11 декабря 1988 открылась Archer Avenue Line и поезда маршрута E перенаправили на новые станции по линии, которые на верхнем уровне: Sutphin Boulevard и Jamaica Center. С этого момента поезда маршрута E начали проезжать без остановок по будням станции 75th Avenue и Van Wyck Boulevard. R продлили до 179th Street, так как E начал ходить как Hillside Avenue Local, но это было позже отменено когда поезда линии F стали останавливаться на всех станциях.
- В 1997 поезда маршрута E начали ездить в Куинсе по ночам со всеми остановками.
- Работа маршрута пострадала после 11 сентября 2001 года, так как пострадала станция World Trade Center, которая находилась в северо-восточной части ВТЦ. Маршрут был перенаправлен до Euclid Avenue в Бруклине, и шёл со всеми остановками по IND Fulton Street Line весь день кроме ночи, заменив C. В истории маршрута, это третий раз когда его направляют в Бруклин. Это было с 1976, и вновь повторилось в 2001 после атаки. 24 сентября 2001 C был восстановлен и E начал следовать до Canal Street (до открытия в январе World Trade Center).
- 16 декабря 2001 открылось соединение через 63rd Street Tunnel к Queens Boulevard Line, и F начал следовать из Куинса в Манхэттен по нему. Но некоторые поезда E продолжают следовать до 179th Street в часы пик.
- Первоначально EE был как 8th Avenue Local от 71st—Continental Avenues до Chambers Street, в часы пик, до того как по Queens Boulevard Line начал следовать GG. Этот маршрут был отменён, когда была построена IND Sixth Avenue Line в 1940. Однако EE появился в 1967 когда он начал действовать между 71st—Continental Avenues и Whitehall Street через Broadway Local в середине дня, заменяя QT и RR. Этот маршрут был отменён в 1976 и заменён маршрутом N.

## Маршрут
Используемые пути в зависимости от дня недели и времени суток
| Джамейка — 179-я улица            | Сатфин-бульвар           | экспресс-пути; только в пиковом направлении (часть рейсов) | —              | —              | —              |  |  |  |  |  |  |
|                                   |                          |                                                            |                |                |                |  |  |  |  |  |  |
| Джамейка-Сентер — Парсонс — Арчер | Джамейка — Ван-Уайк      | локальные пути                                             | локальные пути | локальные пути | локальные пути |  |  |  |  |  |  |
| Брайарвуд                         | 75-я авеню               | экспресс-пути                                              | экспресс-пути  | локальные пути | локальные пути |  |  |  |  |  |  |
| Форест-Хилс — 71-я авеню          | Куинс-Плаза              | экспресс-пути                                              | экспресс-пути  | экспресс-пути  | локальные пути |  |  |  |  |  |  |
| Корт-сквер — 23-я улица           | Всемирный торговый центр | локальные пути                                             | локальные пути | локальные пути | локальные пути |  |  |  |  |  |  |

Схема маршрута
| Условные обозначения |
| для дней и часов работы маршрутов (более точно указано во всплывающих подсказках при этих обозначениях): |
| --- |
| круглосуточно круглосуточно, кроме ночи круглосуточно, кроме будней днём (либо часов пик) в пиковом направлении в будни днём (и, возможно, вечером) в будни круглосуточно в часы пик в будни днём (либо в часы пик) в пиковом направлении в будни днём (либо в часы пик) в направлении, обратном пиковому в выходные ночью ночью и в выходные (и, возможно, вечером) нет движения поездов |

|  |

| F — в часы пик · F — в часы пик · <F> — в часы пик в пиковом направлении · <F> — в часы пик в пиковом направлении |

|  |

|  |

| F — в часы пик · F — в часы пик · <F> — в часы пик в пиковом направлении · <F> — в часы пик в пиковом направлении |

|  |

|  |

|  |

| J — круглосуточно · J — круглосуточно · Z — в часы пик в пиковом направлении · Z — в часы пик в пиковом направлении |

|  |
|  |
|  |

|  |
|  |
|  |

| J — круглосуточно · J — круглосуточно · Z — в часы пик в пиковом направлении · Z — в часы пик в пиковом направлении |
| AirTrain JFK[англ.], Джамейка (LIRR)[англ.]                                                                         |

|  |

|  |

|  |

|  |

|  |

| F — вечером, ночью и в выходные · F — вечером, ночью и в выходные |

|  |

| F — круглосуточно · F — круглосуточно · <F> — в часы пик в пиковом направлении · <F> — в часы пик в пиковом направлении |

|  |

| F — вечером, ночью и в выходные · F — вечером, ночью и в выходные |

|  |

| F — круглосуточно · F — круглосуточно · <F> — в часы пик в пиковом направлении · <F> — в часы пик в пиковом направлении · M — в будни днём и вечером · M — в будни днём и вечером · R — круглосуточно, кроме ночи · R — круглосуточно, кроме ночи |

|  |

|  |

|  |

|  |

|  |

|  |
|  |
|  |

| F — круглосуточно · F — круглосуточно · <F> — в часы пик в пиковом направлении · <F> — в часы пик в пиковом направлении · M — в будни днём и вечером · M — в будни днём и вечером · R — круглосуточно, кроме ночи · R — круглосуточно, кроме ночи | на той же станции    |
| 7 — круглосуточно · 7 — круглосуточно | 74-я улица — Бродвей |

|  |

|  |

|  |

|  |

|  |

|  |

| M — в будни днём и вечером · M — в будни днём и вечером · R — круглосуточно, кроме ночи · R — круглосуточно, кроме ночи |

|  |
|  |
|  |

| M — в будни днём и вечером · M — в будни днём и вечером                                                                 | на той же станции |
| 7 — круглосуточно · 7 — круглосуточно · <7> — в часы пик в пиковом направлении · <7> — в часы пик в пиковом направлении | Корт-сквер        |
| G — круглосуточно · G — круглосуточно                                                                                   | Корт-сквер        |

|  |
|  |
|  |

| M — в будни днём и вечером · M — в будни днём и вечером                                                                                             | на той же станции |
| 4 — ночью · 4 — ночью · 6 — круглосуточно · 6 — круглосуточно · <6> — в будни днём в пиковом направлении · <6> — в будни днём в пиковом направлении | 51-я улица        |

|  |

| M — в будни днём и вечером · M — в будни днём и вечером |

|  |

| B — в будни днём и вечером до 23:00 · B — в будни днём и вечером до 23:00 · D — круглосуточно · D — круглосуточно |

|  |

| A — ночью · A — ночью · C — круглосуточно, кроме ночи · C — круглосуточно, кроме ночи |

|  |
|  |
|  |
|  |
|  |
|  |
|  |
|  |
|  |

| A — круглосуточно · A — круглосуточно · C — круглосуточно, кроме ночи · C — круглосуточно, кроме ночи | на той же станции         |
| 1 — круглосуточно · 1 — круглосуточно · 2 — круглосуточно · 2 — круглосуточно · 3 — круглосуточно · 3 — круглосуточно | Таймс-сквер — 42-я улица  |
| 7 — круглосуточно · 7 — круглосуточно · <7> — в часы пик в пиковом направлении · <7> — в часы пик в пиковом направлении | Таймс-сквер               |
| N — круглосуточно · N — круглосуточно · Q — круглосуточно · Q — круглосуточно · R — круглосуточно, кроме ночи · R — круглосуточно, кроме ночи · W — в будни днём и вечером до 23:00 · W — в будни днём и вечером до 23:00                                                                             | Таймс-сквер — 42-я улица  |
| S (челнок 42-й улицы) — круглосуточно, кроме ночи · S (челнок 42-й улицы) — круглосуточно, кроме ночи | Таймс-сквер               |
| 7 — круглосуточно · 7 — круглосуточно · <7> — в часы пик в пиковом направлении · <7> — в часы пик в пиковом направлении | Пятая авеню               |
| B — в будни днём и вечером до 23:00 · B — в будни днём и вечером до 23:00 · D — круглосуточно · D — круглосуточно · F — круглосуточно · F — круглосуточно · <F> — в часы пик в пиковом направлении · <F> — в часы пик в пиковом направлении · M — в будни днём и вечером · M — в будни днём и вечером | 42-я улица — Брайант-парк |
| автовокзал Портового управления[англ.] |                           |

|  |
|  |
|  |

| A — круглосуточно · A — круглосуточно · C — круглосуточно, кроме ночи · C — круглосуточно, кроме ночи |
| Пенсильванский вокзал                                                                                 |

|  |

| A — ночью · A — ночью · C — круглосуточно, кроме ночи · C — круглосуточно, кроме ночи |

|  |
|  |
|  |

| A — круглосуточно · A — круглосуточно · C — круглосуточно, кроме ночи · C — круглосуточно, кроме ночи | на той же станции |
| L — круглосуточно · L — круглосуточно                                                                 | Восьмая авеню     |

|  |
|  |
|  |

| A — круглосуточно · A — круглосуточно · B — в будни днём и вечером до 23:00 · B — в будни днём и вечером до 23:00 · C — круглосуточно, кроме ночи · C — круглосуточно, кроме ночи · D — круглосуточно · D — круглосуточно · F — круглосуточно · F — круглосуточно · <F> — в часы пик в пиковом направлении · <F> — в часы пик в пиковом направлении · M — в будни днём и вечером · M — в будни днём и вечером |
| Девятая улица (PATH)[англ.] |

|  |

| A — ночью · A — ночью · C — круглосуточно, кроме ночи · C — круглосуточно, кроме ночи |

|  |

| A — круглосуточно · A — круглосуточно · C — круглосуточно, кроме ночи · C — круглосуточно, кроме ночи |

|  |
|  |
|  |
|  |

| 2 — круглосуточно · 2 — круглосуточно · 3 — круглосуточно, кроме ночи · 3 — круглосуточно, кроме ночи                                                             | Парк-Плейс      |
| A — круглосуточно · A — круглосуточно · C — круглосуточно, кроме ночи · C — круглосуточно, кроме ночи                                                             | Чеймберс-стрит  |
| N — ночью · N — ночью · R — круглосуточно, кроме ночи · R — круглосуточно, кроме ночи · W — в будни днём и вечером до 23:00 · W — в будни днём и вечером до 23:00 | Кортландт-стрит |
| Всемирный торговый центр (PATH)[англ.] |                 |